# Серебряковы
Серебряковы — дворянские роды.
В Гербовник внесены две фамилии Серебряковых:
- Осип Тимофеевич Серебряков, пожалованный коллежским асессором в 1799 г. (Герб. VIII, 146).
- Аким Михайлович Серебряков, признанный в дворянском достоинстве в 1875 году (Герб. XIII, 53).

По докладу управлявшего министерством юстиции, 9 октября 1875 года Император Александр II Всемилостивейше соизволил, на признание в дворянском достоинстве С.-Петербургского 2-й гильдии купца Акима Михайлова Серебрякова, на основании права, принадлежащего старшим внукам именитых граждан, по силе 137 ст. Высочайше утвержденного 21 апреля 1785 года городового положения. Согласно определениям Правительствующего Сената, от 24 ноября 1875 и 23-го февраля 1876 годов, выдано ему, Серебрякову, свидетельство на Всемилостивейше пожалованное потомственное дворянство и копия с Высочайше утвержденного герба.

## Описание герба
В лазоревом щите выходящая из серебряного облака с левого бока щита, рука натурального цвета, держащая золотую дубовую ветвь с червлёными желудями.
Над щитом дворянский шлем с короной. Нашлемник: два орлиных крыла, пересечённых лазоревым и золотым цветами. Намёт: лазоревый с золотом. Щитодержатели: два золотых льва с червлёными глазами, языками и когтями. Девиз: «Прямым Путём» золотыми буквами на лазоревой ленте. Герб Серебрякова внесён в Часть 13 Общего гербовника дворянских родов Всероссийской империи, стр. 53.